# A Google a Day
A Google A Day是谷歌的一个竞猜游戏，玩家透过谷歌搜索来寻找答案，為解决横向思维的智力游戏，问题涵盖体育、科学、流行文化、历史、艺术、文学或者地理。 

## 参照
1. ↑  . Google.   [16 September 2012]. （原始内容存档于2013-06-29）.